# آمارال (بازیکن فوتبال، زاده ۱۹۵۴)
آمارال (پرتغالی: Amaral) (زاده ۲۵ دسامبر ۱۹۵۴ – درگذشته ۳۱ مه ۲۰۲۴) بازیکن فوتبال اهل برزیل بود.
از باشگاه‌هایی که در آنها بازی کرده است می‌توان به باشگاه فوتبال آمریکا، باشگاه فوتبال کورینتیانس، باشگاه فوتبال گوارانی، و باشگاه فوتبال سانتوس اشاره کرد.
وی همچنین در تیم ملی فوتبال برزیل بازی کرده‌ بود.